# Декстропропоксифен
Декстропропоксифен — Синтетический наркотический опиоидный анальгетик, лекарственное средство. Обладает общей анальгезирующей активностью. Является агонистом Опиоидных рецепторов. В настоящее время не применяются во врачебной практике на территории Европейского союза.

## Законодательное регулирование
В России декстропропоксифен входит в список 2 перечня наркотических средств, психотропных веществ и их прекурсоров.